# 走る男F
『走る男 F』（はしるおとこ エフ）は、2010年4月から2012年3月にかけて、東名阪ネット6と日本BS放送（BS11）が共同制作し放送していたドキュメントバラエティ番組である。2009年4月 - 2010年3月まで同系列で放送された『走る男II〜日本全国47都道府県制覇の旅』の続編である。

## 概要
ルールに縛られず毎週さまざまな企画で「走る楽しさ」をプレゼンテーションするというのが当番組のコンセプト。これまでの「走る男」シリーズのフットワークの軽さや機動力はそのままに、日本全国各地で色々なコースを色々な人たちと走る。
前作の『走る男II』は2009年の夏頃には続編はなしと判断され、早々に2010年3月で『走る男』シリーズの終了が決定していた。しかし森脇が2月のイベントで明かしたところによると、東京都・神奈川県にあまりに人が集まりすぎたため、それを目の当たりにしたネット6のプロデューサーが「こんなに人気があるならもう少し続けてみよう」と思い直し、続編『走る男F』のスタートが決まったという。
番組ロゴの変更、新しいテーマ曲、テロップスーパーの多用、ナレーションの撤廃、スタッフの大幅な入れ替え、番組構成作家の早々のロケ同行など、シリーズの続編とはいえ内容自体は前作までとは全く違う新しいコンセプトによって制作されている。どちらかといえば、KBS京都ローカルで放送していた森脇司会の番組『らくらぶR』の雰囲気を再現したものといえる。また前シリーズまでは同行ディレクターは東郷一重と上田雅史が交代で務めていたが、今シリーズは東郷が専任で担当している。
走る男FのFの意味は、番組内で時折触れられることがあるものの、特に決められていないと見られていたが同番組の最終回にて森脇の口より「ファンタスティックのF」と語られた。ちなみに『II』の続編が『F』である同例として、アニメ『科学忍者隊ガッチャマン』（Fの読みは「ファイター」）が存在する。
これまでのシリーズである『走る男』『走る男II』はいずれも1年間（50回）の放送であったが、『走る男F』は2年間のオンエアーとなった。「関西二府四県制覇の旅」の後に総集編（放送100回目）が放送され終了となった。
2012年4月からは、走る男シリーズの続編（第4弾）として、『走る男女子部 〜東海道五十三次ウルトラジョギングの旅〜』を1年間放送する。これまでは東名阪ネット6・日本BS放送共同制作で放送していたが、テレビ埼玉（テレ玉）・日本BS放送では放送されない。

## 主な企画

### 電車じゃんけん
鉄道で目的地を目指す旅。ただし移動は駅前で出会った人とじゃんけんをし、勝てば自分で走って前進、負けたら電車に乗って後退となる。また、森脇が出した「グー」1駅「チョキ」2駅「パー」5駅で進む（後退する）駅数が違う。
なお、北近畿タンゴ鉄道の回では区間が長い事を考慮して通常とルールが異なり、グーチョキパーに関係なく勝った場合は1駅前進、負けた場合は電車で次の駅に進むという方式であった。
- 長野県 上田電鉄別所線（上田駅→別所温泉駅）
- 三重県 伊賀鉄道伊賀線（伊賀上野駅→伊賀神戸駅）
- 千葉県 銚子電気鉄道線（銚子駅→外川駅）
- 京都府 京福電気鉄道嵐山本線（四条大宮駅→嵐山駅）
- 神奈川県 伊豆箱根鉄道大雄山線（大雄山駅→小田原駅）
- 香川県 高松琴平電気鉄道志度線（琴電志度駅→瓦町駅）
- 鳥取県 若桜鉄道若桜線・西日本旅客鉄道因美線（若桜駅→（若桜線）→郡家駅→（因美線）→鳥取駅）
- 大阪府 水間鉄道水間線（貝塚駅→水間観音駅）
- 京都府 北近畿タンゴ鉄道宮津線（久美浜駅→宮津駅）

### 島走り
箱から島の絵を取り出してその場所で1泊2日島を走る企画。
- 三重県 答志島
- 東京都 伊豆大島
- 鹿児島県 桜島フロマラソン
- 滋賀県沖島（1日）

### 街道走り
指定された街道を1泊2日で走る企画。
- 鯖街道（福井県・滋賀県・京都府）
- 餅街道（三重県）
- 銀の馬車道（兵庫県）
- 瀬戸内しまなみ海道

### ぐるり一周
環状線となっている鉄道に沿って1周を走る企画。
- 東京都 山手線
- 大阪府 大阪環状線
- 愛知県 名古屋市営地下鉄名城線

### 勝手にハーフマラソン
森脇が観光名所をハーフマラソン風に、旅でふれあう企画。本家である「勝手に観光協会」をハーフマラソンに仕立てた企画。
- 埼玉県川越市
- 兵庫県赤穂市

### 各種陸上大会への参加

#### ニューカレドニア国際マラソン
2010年8月22日（現地時間）に開催されたニューカレドニア国際マラソンに、森脇と当番組のパッケージツアーで募集したランナーが参加した。森脇はハーフマラソンの部に参加した。

#### EKIDEN GRAND PRIX
2011年1月22日に開催された『au×adidas EKIDEN GRAND PRIX』大阪大会に、チーム走る男（Aチーム(森脇)・Bチーム(おねだり豊)）が参加した。2010年10月16日に、走る男II最終回と同じ太陽が丘で予選会を実施。Aチームは森脇と予選会上位の3人、Bチームはおねだり豊とAチームに次ぐ成績の3人で構成。Aチームが全393チーム中3位と健闘した。Bチームも22位と上位である。

### 市民マラソン大会直前企画
市民マラソン大会開催前に、森脇が実際のコースを試走しつつ、コース周辺の名所・名物を紹介する。最初に放送された「東京マラソン直前企画」では、「直前企画」ではあるが、放送局によっては放送曜日の都合上、東京マラソン終了後に「直前企画」の後編が放送された。
東京マラソン直前企画
2011年2月27日に開催の東京マラソン直前企画。但し、森脇自身は2月27日当日に元々当番組の仕事を入れていた為、本番の東京マラソンには出場していない。
大阪マラソン直前企画
2011年10月30日に開催の大阪マラソン直前企画。森脇はチャリティランナーとして本番のマラソンに出場した。
神戸マラソン直前企画
2011年11月20日に開催の神戸マラソン直前企画。森脇はマラソン関連イベント（神戸マラソン折り返しまつり）のMCとして参加予定だったが、悪天候のためイベントが中止となった。
京都マラソン直前企画
2012年3月11日に開催の京都マラソン直前企画。森脇はマラソン応援大使として本番のマラソンに出場した。

### 駅前バスマラソン
あらかじめ決められた集合場所で箱からくじを引き、引いた場所に向かう路線バスのルートに従い走る。停留所近くで出会った人にサイコロを振ってもらい、目が出た数だけの停留所を森脇が走り出す。
- 京都駅→鞍馬→広河原（京都バス）雪でリタイヤ
- 奈良駅→法隆寺（奈良交通）
- 千葉駅→中野操車場（ちばフラワーバス）
- 浦和駅→岩槻駅（東武バスウエスト）
- あかいくつ（周遊バス）（横浜市営バス） - この回はサイコロは使用していない
- 栄駅→津島駅（名鉄バス）

### 走魂
森脇が電車などと競走する企画。森脇が電車に勝った事はない。
- 電車編。京都、兵庫。
- 高校編。女子高生に2連敗。合宿で女子チームにリレーで勝利。（元相方とその娘も参加）

### 走る女たち
「森脇健児陸上部女子部」所属の女性ランナー3人が、森脇と共にジョギングする。3人は西田美歩、外田ありさ、高橋沙織で、いずれも森脇の所属事務所である松竹芸能所属の女性タレントである。
このコーナーが発展した形で、2012年4月からの『走る男女子部』がスタートすることになった。レギュラーメンバーとして西田・外田 が、一部区間に高橋が出演している。
- 静岡県 浜名湖
- 滋賀県 琵琶湖

### 全県制覇の旅
指定された地域の全都道府県を走破する企画。ルールは『走る男』時代同様であり、1km走るごとに指定された額の「ジョギング貯金」が与えられる。いわば『走る男』のミニ版ともいえる企画。食費も全てジョギング貯金で賄わなくてはならないのも同様である。ただし毎回期間が限られていてジョギングだけでは走破できないので、交通機関の利用も可能。ただし、乗車に必要な運賃や特急料金もジョギング貯金から賄わなくてはならない。また、県境をまたぐ際は必ず自分の足でまたぐ必要がある（電車やバスに乗って県境を越えるのは禁止）。
このルールを継承する形で、2013年4月からの『走る男 THE FINAL』が制作されることになった。
九州全県制覇の旅
2011年の九州新幹線鹿児島ルート全線開業を記念し、3日間で九州全県（沖縄県は除く）を走破する企画。ジョギング貯金は1kmあたり500円。今回の趣旨が九州新幹線全線開業記念ということもあってか、実際にジョギング貯金で九州新幹線を移動手段に使っていた。
関東一都六県制覇の旅
2012年新春企画として、2日間で関東地方一都六県を走破する企画。ジョギング貯金は1kmあたり100円（今回は100円と安いこともあってか、宿泊代はジョギング貯金からは引かれない）。東京タワーからスタートして最初の県である神奈川県で、立ち寄った中華料理店で焼売を注文するが、ジョギング貯金の確認が漏れて20円オーバーしてしまい、スタッフにジョギング貯金の前借りをする一幕もあった。
関西二府四県制覇の旅
『走る男F』の実質的な最後の企画として、2日間で近畿地方二府四県（三重県は除く）を走破する企画。ジョギング貯金は1kmあたり100円。
詳細な走行コースなどは走る男シリーズ  - 日本ウィキア(外部ウィキ)を参照

## ネット局
| 放送対象地域 | 放送局                         | 系列                                   | 放送日時 | 放送期間 |
| ------------ | ------------------------------ | -------------------------------------- | --- | --- |
| 埼玉県       | テレビ埼玉（テレ玉）           | JAITS （東名阪ネット6加盟） 共同制作局 | 毎週水曜日 23:30 - 24:00（2011年3月までの本放送） 毎週土曜日 12:30 - 13:00（2011年4月からの本放送） 毎週火曜日 19:30 - 20:00（再放送） | 2010年4月7日 - 2011年3月 2011年4月 - 2012年3月24日 ?                                                                         |
| 神奈川県     | テレビ神奈川 (tvk)             | JAITS （東名阪ネット6加盟） 共同制作局 | 毎週土曜日 22:30 - 23:00（2011年3月までの本放送） 毎週月曜日 22:30 - 23:00（2011年4月からの本放送） | 2010年4月10日 - 2011年3月26日 2011年4月4日 - 2012年3月19日                                                                   |
| 三重県       | 三重テレビ放送 (MTV)           | JAITS （東名阪ネット6加盟） 共同制作局 | 毎週土曜日 22:30 - 23:00（2011年9月までの本放送） 毎週月曜日 20:25 - 20:55（2011年10月からの本放送） | 2010年4月10日 - 2011年10月1日 2011年10月10日 - 2012年3月26日                                                                 |
| 兵庫県       | サンテレビジョン（サンテレビ） | JAITS （東名阪ネット6加盟） 共同制作局 | 毎週土曜日 21:30 - 22:00 | 2010年4月10日 - 2012年3月24日                                                                                                |
| 京都府       | 京都放送（KBS京都）〈幹事〉    | JAITS （東名阪ネット6加盟） 共同制作局 | 毎週日曜日 22:30 - 23:00 | 2010年4月11日 - 2012年3月25日                                                                                                |
| 千葉県       | 千葉テレビ放送（チバテレ）     | JAITS （東名阪ネット6加盟） 共同制作局 | 毎週月曜日 21:00 - 21:30（2011年3月まで） 毎週土曜日 22:30 - 23:00（2011年4月から） | 2010年4月12日 - 2011年3月7日 2011年4月9日 - 2012年3月24日                                                                    |
| 全国放送     | 日本BS放送（BS11）             | BS放送 共同制作局                      | 毎週日曜日 12:00 - 12:30（2010年の本放送枠） 毎週水曜日 20:00 - 20:30（2011年3月までの本放送枠） 毎週火曜日 23:00 - 23:30（2011年6月までの本放送枠） 毎週火曜日 23:30 - 24:00（2011年7月以降の本放送枠） 毎週水曜日 20:00 - 20:30（2010年の再放送枠） | 2010年4月11日 - 12月26日 2011年1月5日 - 3月23日 2011年4月5日 - 6月28日 2011年7月5日 - 2012年3月13日 2010年4月14日 - 12月22日 |
| 鹿児島県     | 鹿児島讀賣テレビ (KYT)         | 日本テレビ系                           | 毎週木曜日 25:08 - 25:38 | 2010年4月15日 - 2012年3月29日                                                                                                |
| 静岡県       | 静岡第一テレビ (SDT)           | 日本テレビ系                           | 毎週日曜日 05:45 - 06:15 | 2010年5月9日 - |
| 愛媛県       | 南海放送 (RNB)                 | 日本テレビ系                           | 毎週土曜日 05:59 - 06:29 | 2010年6月26日 - 2012年6月11日                                                                                                |
| 栃木県       | とちぎテレビ (GYT)             | JAITS                                  | 毎週月曜日 20:00 - 20:30 | 2010年4月19日 - 2012年4月9日                                                                                                 |

- 走る男から放送していた山形放送では今作は放映されていない。

## スタッフ
※太文字の付された人は、『走る男』より引き続きの担当。
- 走る男たち
  - 現場プロデューサー・ディレクター：東郷一重
  - 編集：小見山雅宏
  - 撮影：西村友宏、平尾隆弘
  - マネージャー：紀井英顕
  - 構成作家：柳田光司（愛称：なぎーた）
  - CG：高尾雅也
  - 制作デスク：大田晃士、木田瑞里
- エグゼクティブプロデューサー：伊藤義行（KBS京都）
- プロデューサー：梶野元延、遠藤圭介、関佳史、波多美由紀、坂下勝子、江副純夫、木村敏英
- 衣装協力：adidas（第6回 - ）
- 制作著作：東名阪ネット6（テレ玉、チバテレ、tvk、三重テレビ、KBS京都（幹事）、サンテレビ）、日本BS放送
- 制作：GENKI PRODUCTION, INC.、松竹芸能

### テーマ曲
「走る男」
- 作詞：クマガイタツロウ
- 作曲：ワタナベフラワー
- 歌：ワタナベフラワー